# Église du Bon-Pasteur de Paris
Pour les articles homonymes, voir Église du Bon-Pasteur.
 (mars 2019).
Si vous disposez d'ouvrages ou d'articles de référence ou si vous connaissez des sites web de qualité traitant du thème abordé ici, merci de compléter l'article en donnant les références utiles à sa vérifiabilité et en les liant à la section « Notes et références ».
L'église du Bon-Pasteur est une église catholique située 177 rue de Charonne dans le 11e arrondissement de Paris. Elle est dédiée au Bon Pasteur et dépend pour le culte de l'archidiocèse de Paris.

## Histoire
L'église a été érigée dans un quartier de Paris marqué par la fin tragique de la Commune de 1871.
Mai 1871, après 71 jours, la Commune de Paris s'achève dans un bain de sang. Après le soulèvement populaire de parisiens, la répression à laquelle se livrent les versaillais dirigés par Thiers fait des milliers de victimes.
Le 11e arrondissement est le théâtre de nombreux combats de rue. Les dernières barricades tombent l'une après l'autre: rue de la Fontaine-au-Roi, rue de la Roquette, place Voltaire, rue de Belleville, etc.
Les derniers combattants sont poursuivis dans le cimetière du Père Lachaise qu'ils défendent tombe après tombe. Finalement, ceux qui sont faits prisonniers sont exécutés au mur des Fédérés. Certains ont pu s'échapper. Ils émigrent à l'étranger. Des bateaux entiers emportent des Fédérés bannis en Algérie et surtout en Nouvelle-Calédonie.
Le Faubourg Saint-Antoine et tous les quartiers environnants sont dépeuplés et il n'y a plus assez d'ouvriers du bois pour travailler à la fabrication des meubles qui en ont fait la réputation.
On fait appel à des travailleurs européens. C'est ainsi que de nombreux belges flamands viennent s'y installer avec leur famille. Catholiques, ils amènent avec eux leurs prêtres. Ces derniers acquièrent un terrain situé en bordure de la rue de Charonne, entre l'avenue Philippe-Auguste et le boulevard de Charonne.
C'est sur ce terrain que fut construite, en 1873, une église catholique de style néogothique flamand en briques, œuvre des architectes belges Arthur Verhaegen et Jean-Baptiste Bethune.
L'église est dotée d'un riche mobilier conçu par Béthune. Les éléments en bronze et cuivre sont réalisés au sein de la cuivrerie St Éloi de Roubaix  qui installe une succursale à Paris. L'autel est notamment surmonté d'un grand ciborium néogothique et est entouré d'une courtine.
Elle restera longtemps pour les habitants du quartier, l'« église des Flamands » et constitua l'ossature de la mission flamande qui, en plus des activités religieuses (messes, catéchisme, processions…), organisait des activités sociales et culturelles pour les ouvriers flamands (salle de théâtre, patronage…).

### De l'église des Flamands à l'église du Bon-Pasteur

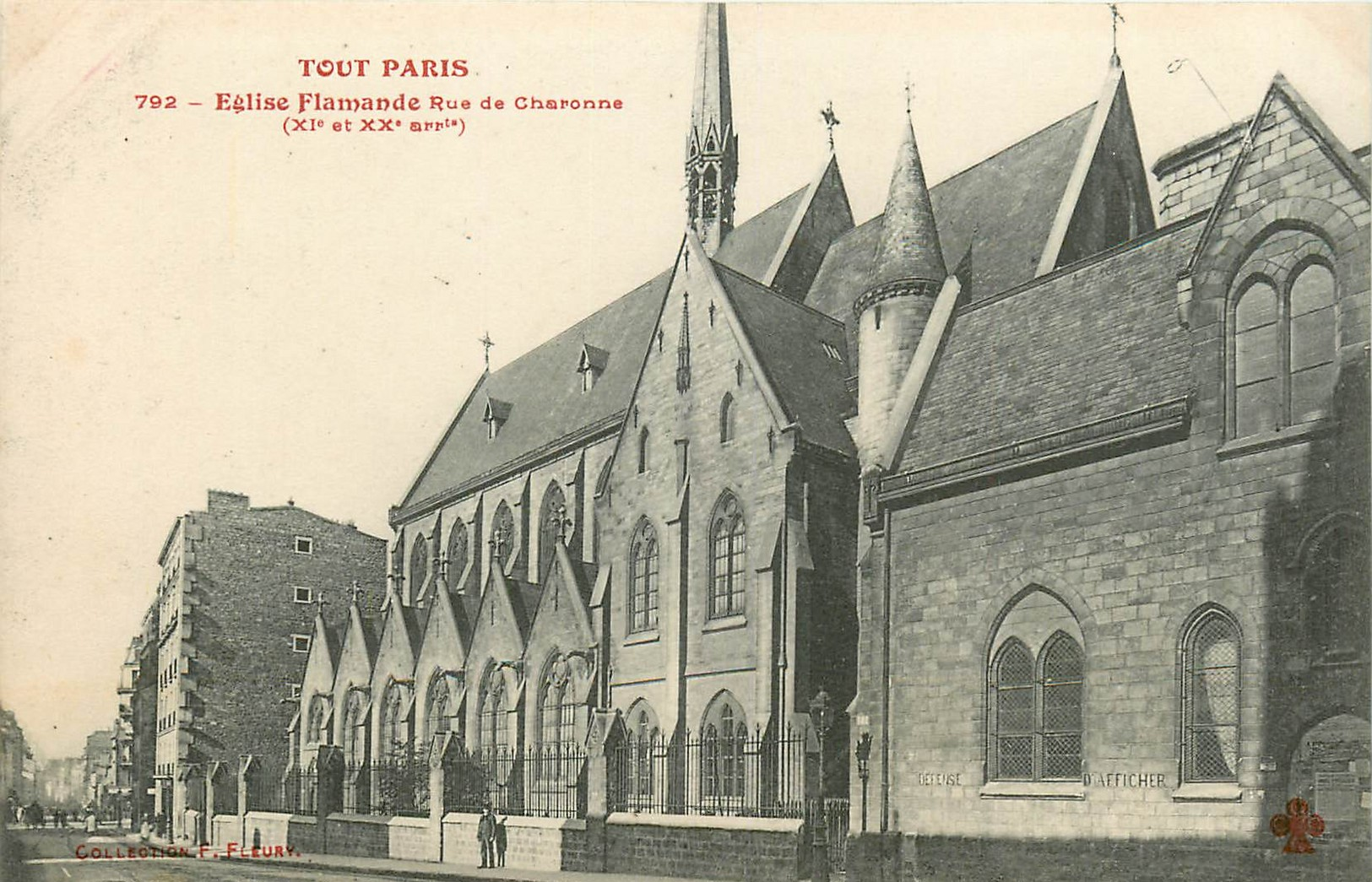
L'église des Flamands avant sa destruction.

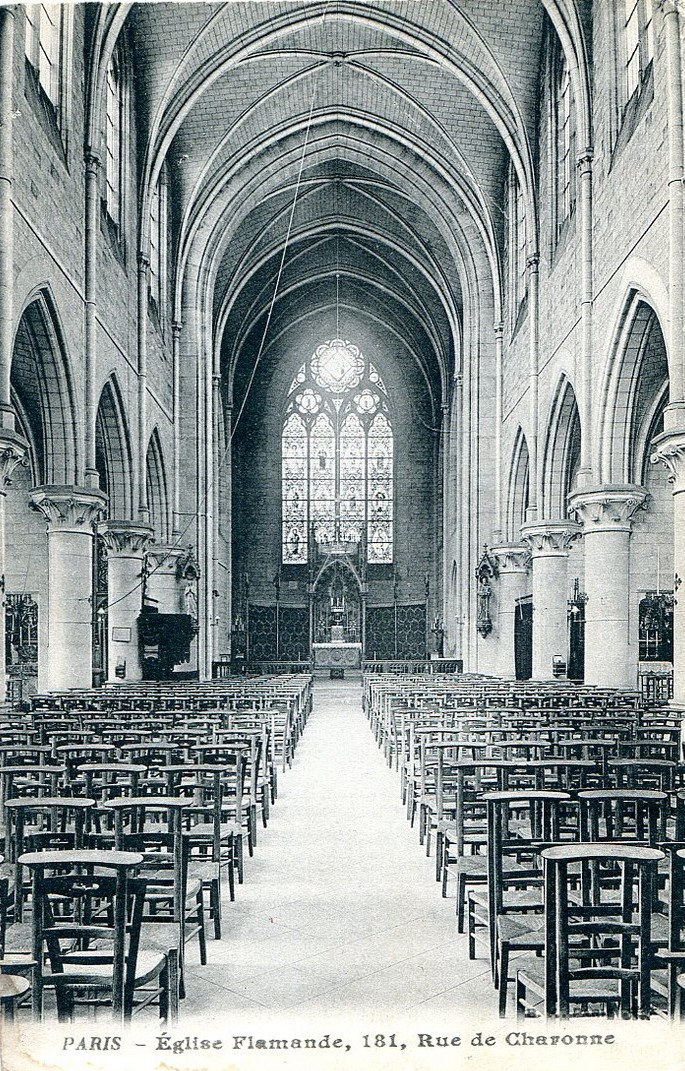
Intérieur de l'église de l'œuvre des Flamands à Paris.

En 1905, à la suite de la loi sur la séparation de l'Église et de l'État, toutes les églises deviennent propriété de la Ville de Paris. L'église des Flamands, qui prendra par la suite le nom d'église du Bon-Pasteur, reste cependant propriété de l'évêché de Gand.
Quelques années plus tard, elle est remise par le clergé belge à l'archevêché de Paris qui la confie aux Fils de la Charité en 1926. Ceux-ci vont développer jusqu'en 1966, une large action évangélique et sociale en direction des habitants de ce quartier populaire.
Pendant le rigoureux mois de février 1954, l'abbé Pierre lance un appel à la solidarité vis-à-vis des sans-logis et mal-logés. Cet appel est largement entendu, notamment dans le quartier, et l'aide s'organise, l'église du Bon-Pasteur accueille certains d'entre aux. Le Comité d'aide aux sans-logis du 11e est fondé par des militants du quartier. C'est le premier à Paris qui sera à la base de la création de la Confédération générale du logement.
Au cours des années 1960, l'état des bâtiments se détériore de plus en plus. Les Fils de la Charité élaborent un premier projet de rénovation. Mais ils quittent le Bon-Pasteur et une nouvelle équipe de prêtres est nommée par le diocèse en septembre 1966.
Un dimanche matin, des pierres tombent de la voûte de l'église, heureusement sans faire de blessé. Beaucoup prennent alors conscience qu'il est urgent de repenser le projet de rénovation en y incluant l'église. Réparer s'avère impossible, reconstruire à l'identique nécessiterait des investissements sans commune mesure avec les moyens financiers disponibles.
En 1968, le 11e arrondissement de Paris, et tout l'Est parisien, étaient depuis longtemps démunis de logements sociaux et d'équipements collectifs de toute nature : espaces verts, locaux culturels, sanitaires, sociaux, etc.
Une équipe composée de religieux, de laïcs et d'habitants élabore en lien avec l'archevêché de Paris une proposition d'aménagement du terrain sur lequel étaient implantés l'église du Bon-Pasteur et les locaux annexes. Après approbation des paroissiens et des habitants du quartier invités à donner leur avis, un projet architectural est adopté, en accord avec l'association diocésaine de Paris - ADP, propriétaire. Ce projet fut réalisé par la Société Anonyme d'H.L.M, l'Habitat Communautaire Locatif, conçu et mis en œuvre par l'architecte Bernard Casnin.
Ce projet comprend : un ensemble de 126 logements sociaux, des locaux à usage culturel et social gérés par une association non confessionnelle créée par l'équipe qui avait porté le projet, des locaux à usage non défini (ils abritent actuellement une école), des espaces extérieurs aménagés et ouverts aux habitants du quartier, et enfin une nouvelle église de 600 places assises.

### Une église qui s'enterre pour renaître

Façade de l'immeuble de logements sociaux.

On parvient à l'église à partir d'un parvis implanté en contrebas de la rue de Charonne.
Une porte monumentale et des portes de service permettent l'accès à un hall d'entrée qui lui-même dessert un ensemble cohérent constitué par des salles de réunions, un « coin de la presse », une petite chapelle de semaine d'une quarantaine de places.
Le grand volume de l'église est conçu sur un plan carré architecturalement novateur et techniquement audacieux. Le volume d'une hauteur de plafond de 2,25 m à l'entrée, augmente progressivement jusqu'à atteindre cinq mètres de haut dans la nef. Le plancher haut incurvé est constitué par un voile de béton armé qui se déroule entre les murs latéraux formant les seuls points d'appui. Le sol, en pente légère de l'entrée à l'autel, permet une bonne visibilité de partout.
L'éclairage naturel qui tamise la lumière artificielle pénètre dans la nef par des vitrages situés dans les plis du plancher et à leurs extrémités. Le mur du fond a reçu un parement formé de briques et de plaques de grès, ordonnées pour former un décor sobre, mais vivant sous la lumière.

### Une nouvelle église
Le 1er octobre 1972, il y avait foule au Bon-Pasteur, pour inaugurer la nouvelle église. Amis, sympathisants, curieux, observateurs, journalistes se pressaient en foule, et c'est près de 1 200 personnes qui, ensemble, fêtèrent cette nouvelle église.
En ce jour, les anciens du quartier, dont la doyenne, qui, bien légitimement avaient été un temps perturbés par la démolition de l'ancienne église, prenaient possession les premiers de « leur » nouvelle église, et la trouvèrent belle.

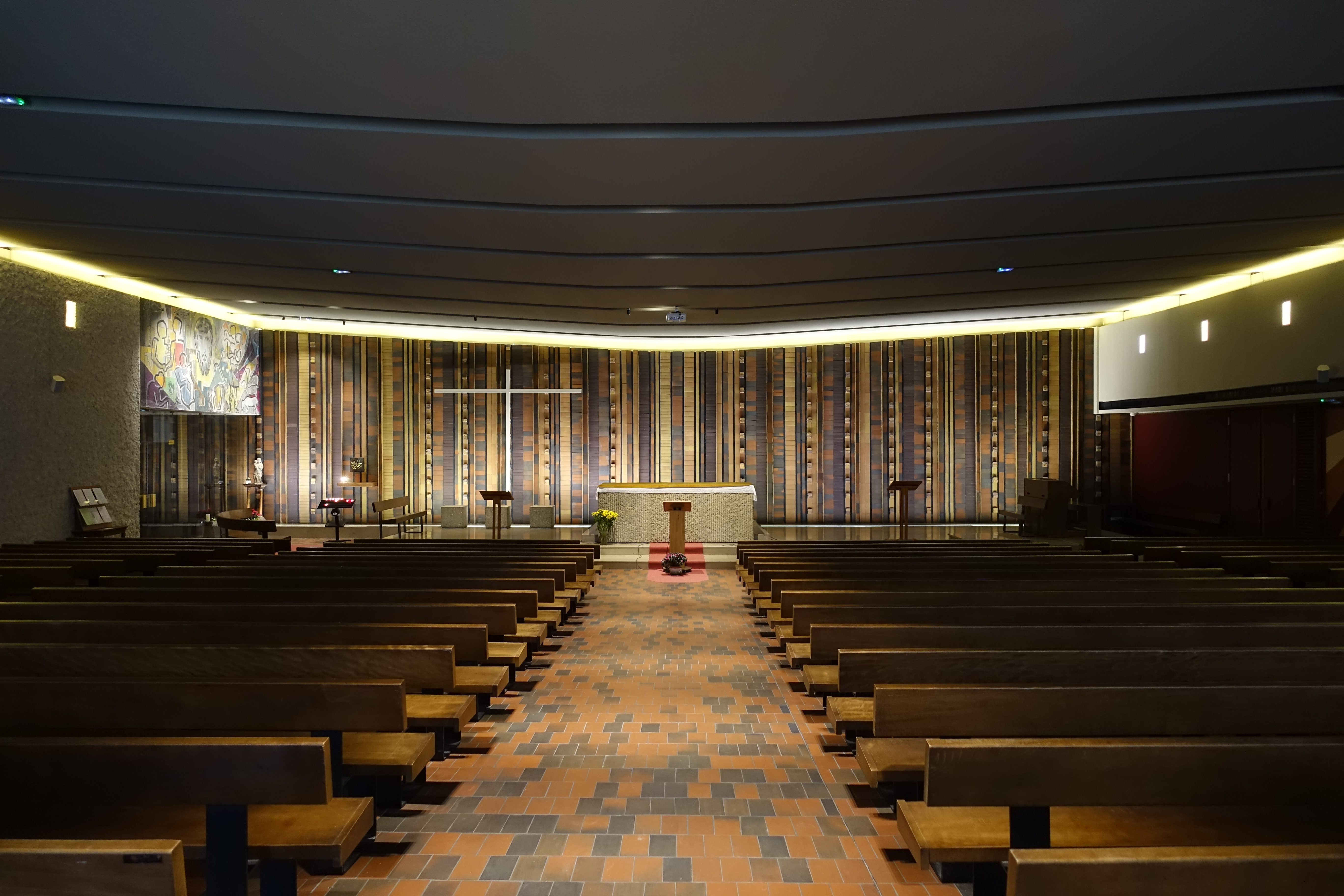
Intérieur de l'église du Bon Pasteur de Paris en 2017.

L'inauguration fut présidée par Mgr Robert Frossard, évêque auxiliaire de Paris, qui d'emblée tint à donner son avis personnel et son avis de responsable en ces termes :

« Nul ne peut nier ce que cet édifice moderne offre d'agrément, de sobre beauté et, sans doute, d'avantages pour des rassemblements communautaires. Ceux qui l'ont bâti, architecte, ouvriers, entrepreneurs, méritent tout d'abord notre hommage et notre reconnaissance. [...]
Le premier souci - j'allais dire l'obsession - a été de demeurer au service de la population du 11e, la moins favorisée, celle qui est menacée par les conditions générales de la construction à Paris, de se retrouver à 30 kilomètres de la capitale, avec les lourdes conséquences qui en résultent pour les travailleurs. [...]
Il fallait donc que l'opération immobilière, tout en assurant les conditions nécessaires à la vie d'une communauté chrétienne, évite d'entrer dans l'engrenage de l'argent et cherche à éviter tout profit ecclésial, pour un maximum d'utilité des gens du quartier. [...]
L'équipe du Bon-Pasteur a pesé fort dans ce sens. L'autorité épiscopale a entendu et même coopéré activement. Il me paraît que l'objectif a été atteint et je m'en réjouis. [...]
Il ne s'agit pas que l'Église fasse pauvre, car elle ne trompera personne. Il faut qu'elle le soit, par l'esprit de ses fils et de leurs réalisations, dans un XXe siècle, où l'on ne vit plus selon les catacombes, mais dans les cités nouvelles de l'âge industriel ».
Et le vendredi 4 octobre 2013, Patrick Bloche, député et maire du 11e, dévoilait une plaque rappelant « la saga » de ce lieu et de la place de l'église du Bon-Pasteur, dans l'histoire du 11e arrondissement. Cette plaque a été apposée sur le seul pilier restant de l'ancienne église, sur la rue de Charonne. Aujourd'hui la composition du quartier a bien changé et ce sont de multiples nationalités du monde entier qui participent à la vie paroissiale.

## Galerie

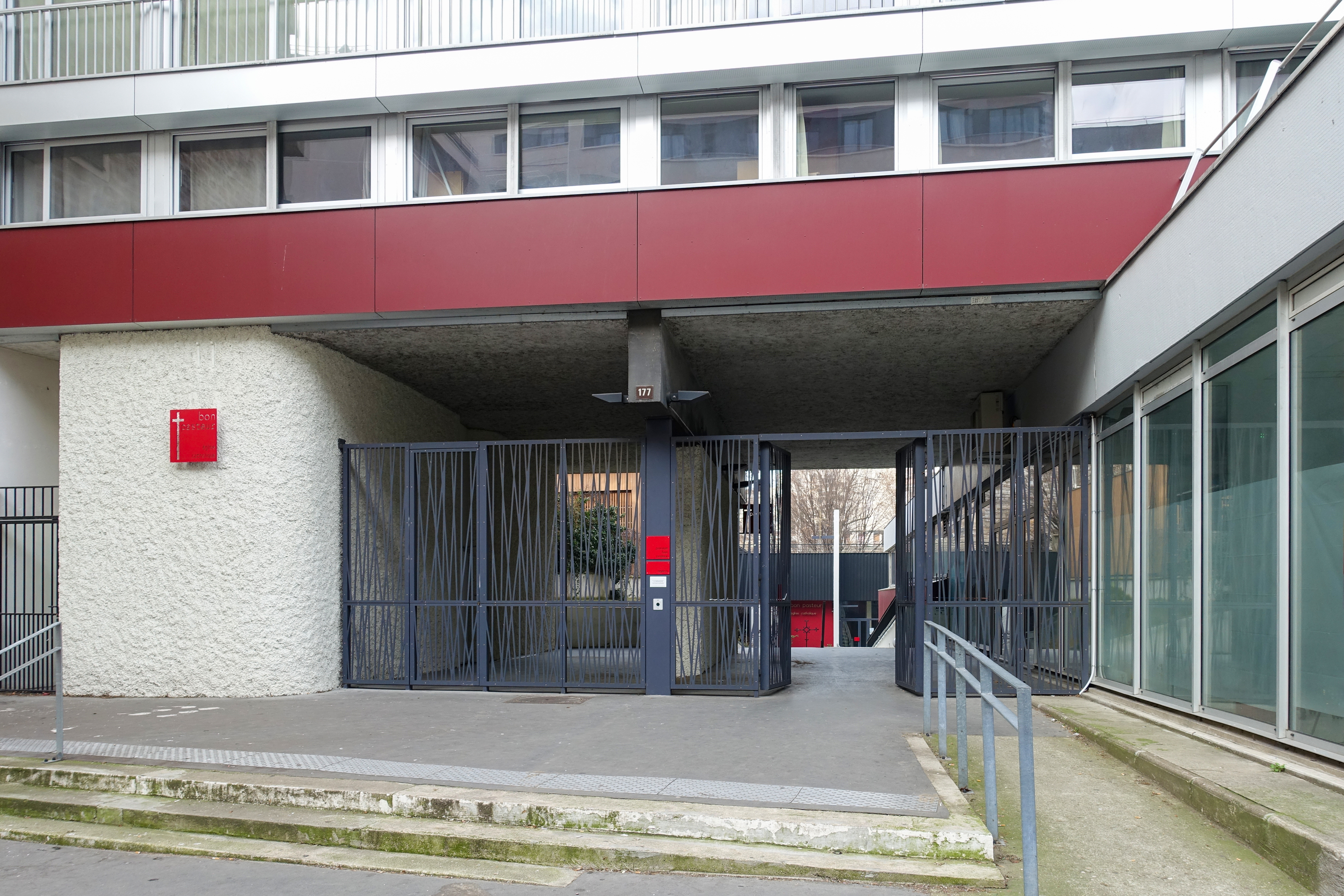
Accès.
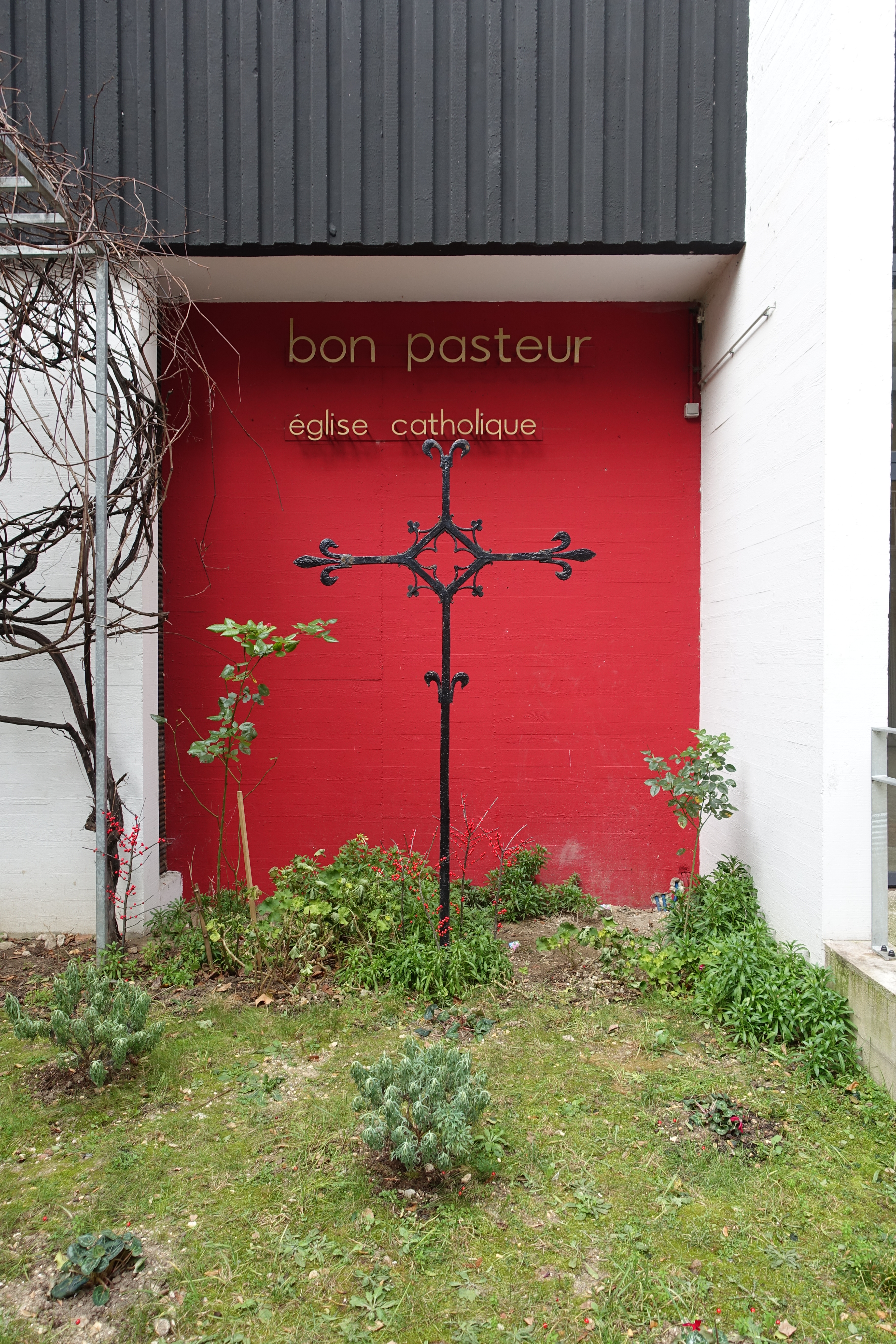
Ancienne croix sommitale provenant de l'ancienne église.
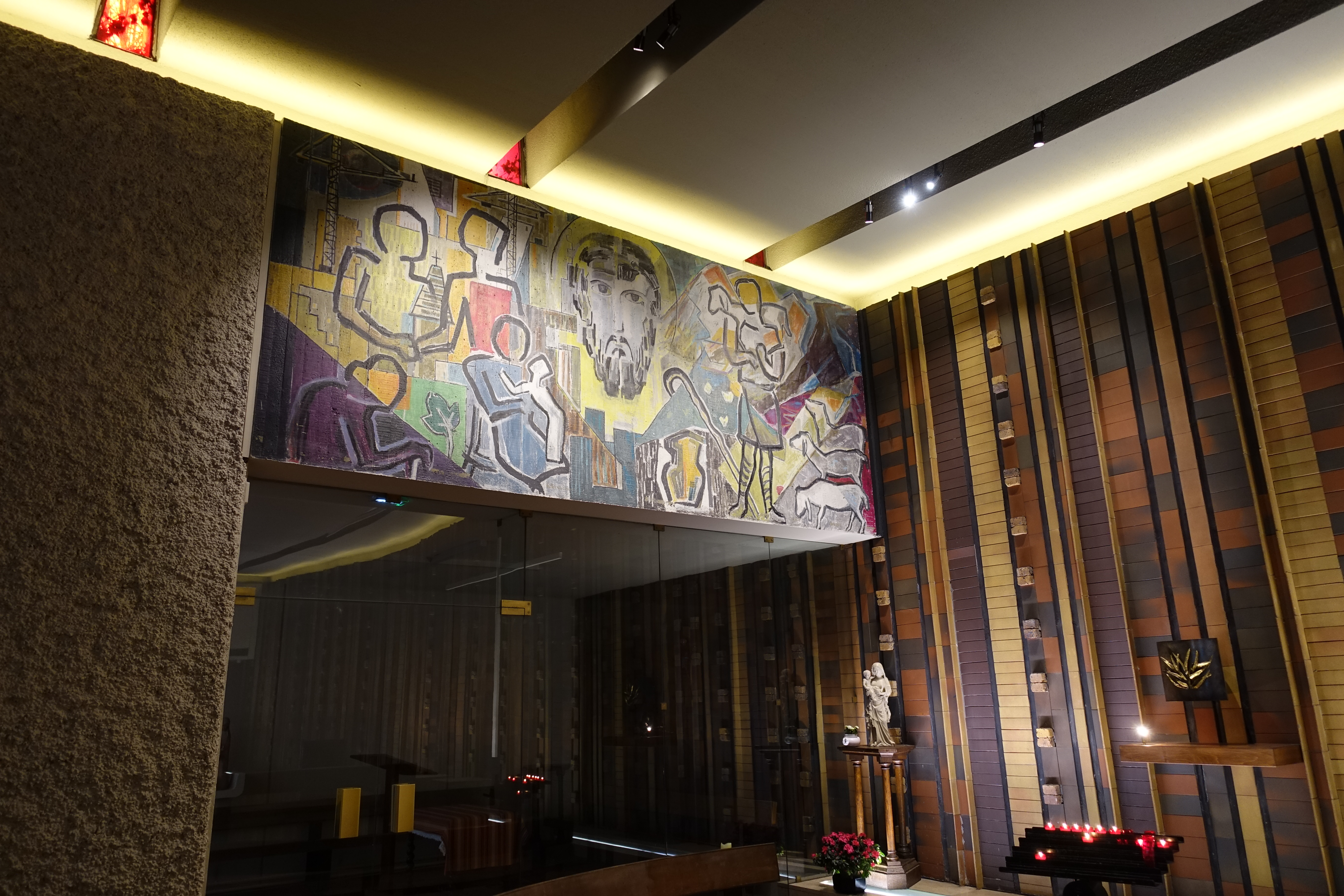
Fresque à l'entrée de la chapelle.
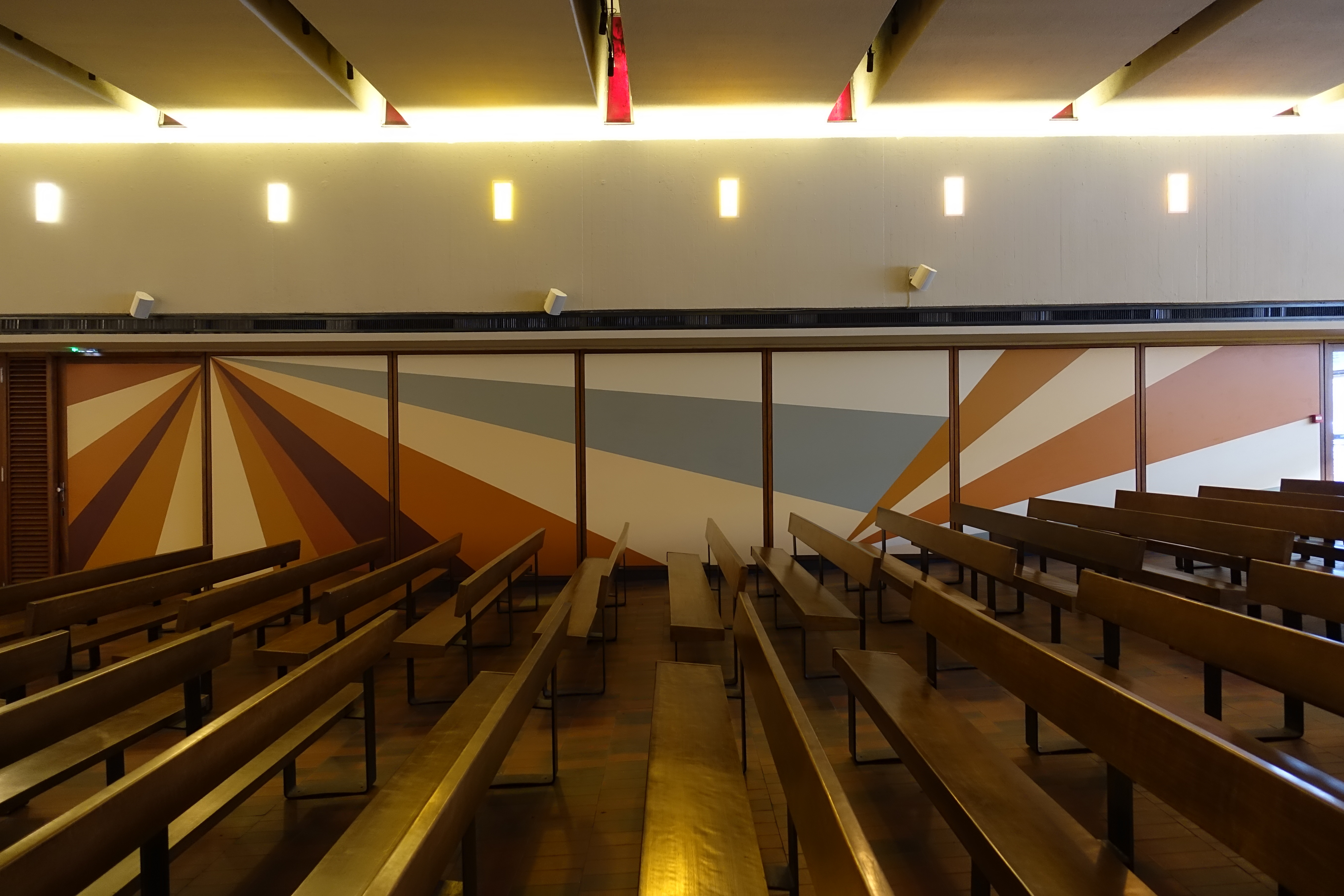
Côté de la nef.
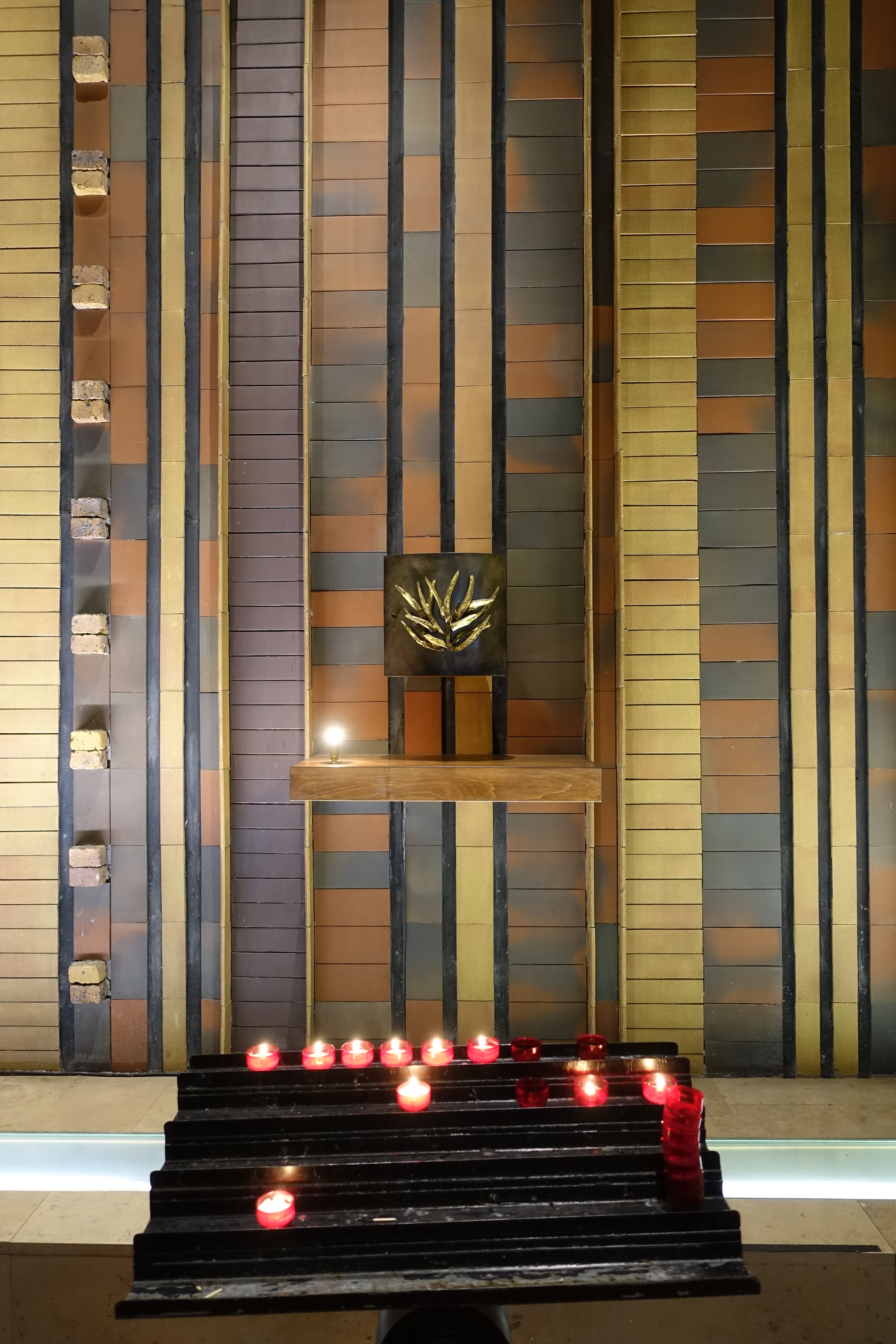
Tabernacle.